# Eino Penttilä
Eino Penttilä (Joutseno, 27 de agosto de 1906 – Pori, 24 de novembro de 1982) foi um atleta finlandês, especialista no lançamento de dardo.
Ele competiu por seu país nos Jogos Olímpicos de 1932, realizados em Los Angeles, Estados Unidos, onde conquistou uma medalha de bronze na prova de lançamento de dardo atrás dos compatriotas Matti Järvinen e Matti Sippala.